# جزیره کوستووی
جزیره کوستووی (روسی: Кустовой остров) یک جزیره در میان رود اب در شهر نووسیبیرسک و کشور روسیه است.